# Волково (Одесская область)
Волково (укр. Вовкове́) — село, относится к Ивановскому району Одесской области Украины.
Население по переписи 2001 года составляло 129 человек. Почтовый индекс — 67223. Телефонный код — 4854. Занимает площадь 1,542 км². Код КОАТУУ — 5121881402.
В селе родился митрополит Киевский и всея Украины, предстоятель Православной церкви Украины Епифаний (Думенко).

## История
Католическое село Ней-Либенталь основано в 1872 г. немецкими переселенцами из либентальских колоний (ныне поселок Великодолинское и село Малодолинское).

## Местный совет
67221, Одесская обл., Ивановский р-н, с. Калиновка, ул. 30-летия Победы, 8